# Nosotros en la noche
Nosotros en la noche es una película de drama romántico estadounidense de 2017 dirigida por Ritesh Batra y escrita por Scott Neustadter y Michael H. Weber. Está basada en la novela homónima de Kent Haruf. La película está protagonizada por Robert Redford, Jane Fonda, Matthias Schoenaerts y Judy Greer. Tuvo su estreno mundial en el Festival Internacional de Cine de Venecia el 1 de septiembre de 2017. Fue lanzada el 29 de septiembre de 2017 por Netflix. Marcó la cuarta colaboración entre Fonda y Redford, habiendo protagonizado anteriormente La jauría humana, Descalzos por el parque y El jinete eléctrico, aunque estuvieron juntos en cinco películas, ya que Redford apareció como un jugador de baloncesto no acreditado en Me casaré contigo, protagonizada por Fonda y Anthony Perkins.
La película recibió elogios de los críticos, quienes apreciaron la dirección, la adaptación de la novela y las actuaciones (especialmente la de Fonda).

## Trama
El escenario es la pequeña ciudad ficticia de Holt en Colorado, donde Louis Waters, un viudo, y Addie Moore, una viuda, han sido vecinos durante décadas pero apenas se conocen. Una noche, Addie visita a Louis para sugerirle que pasen la noche juntos, sin relaciones sexuales, para contrarrestar su soledad. Aunque Louis inicialmente duda un poco, pronto acepta y comienzan a pasar las tardes y las noches en la casa de Addie.
A principios del verano, Gene, el hijo de Addie, deja a su hijo Jamie en la casa de Addie, ya que su matrimonio se ha desmoronado. Jamie pasa todo el verano con Louis y Addie, quienes también adoptan un perro para Jamie. Al final del verano, Gene regresa para recoger a Jamie y confronta a Addie sobre su relación con Louis, que él desaprueba debido a la aventura pasada de Louis. Addie, sin embargo, se niega a romper la relación.
Algún tiempo después, Addie es hospitalizada después de una caída. Su hijo Gene intenta persuadirla para que se mude con él, a lo que Addie inicialmente se niega. Sin embargo, cuando recibe una llamada telefónica angustiada de Jamie en medio de la noche, lo reconsidera. Cuando ella y Louis llegan a la casa, encuentran a Gene borracho y él confiesa que siempre creyó que Addie lo culpaba por la muerte de su hermana. Ella decide que la familia debe ser lo primero y decide mudarse con Gene y Jamie. Addie y Louis pasan su última noche juntos. Tanto ella como Louis han vuelto a dormir solos. Louis envía un tren eléctrico para Jamie y un teléfono celular para ella. Después de acostarse, ella lo llama y empiezan a hablar como viejos amigos.

## Elenco
- Robert Redford como Louis Waters
- Jane Fonda como Addie Moore
- Iain Armitage como Jamie Moore, hijo de Gene y nieto de Addie
- Matthias Schoenaerts como Gene Moore, hijo de Addie y padre de Jamie
- Judy Greer como Holly Waters, la hija de Louis
- Phyllis Somerville como Ruth Joyce, amiga de Addie
- Bruce Dern como Dorlan Becker
- Fred Osborne como patrón de mesa en el Brown Hotel

## Producción
El 7 de julio de 2016, Netflix contrató a Ritesh Batra para dirigir la adaptación cinematográfica de la novela Nosotros en la noche de Kent Haruf, con guion de Scott Neustadter y Michael H. Weber. 
El rodaje de la película comenzó el 12 de septiembre de 2016 en Colorado Springs, Colorado, y también se realizó en Florence, Colorado.   Finalizó el 2 de noviembre de 2016. 

## Estreno
La película tuvo su estreno mundial en el Festival de Cine de Venecia el 1 de septiembre de 2017.  Fue lanzada el 29 de septiembre de 2017 en la transmisión de Netflix. 

## Recepción
En el sitio web de agregación de reseñas Rotten Tomatoes, la película tiene un índice de aprobación del 89% basado en 44 reseñas y una calificación promedio de 7,5/10. El consenso crítico del sitio web dice: "Nosotros en la noche honra la silenciosa fuerza de su material original al ofrecer un lienzo simple pero resistente para que dos talentosos protagonistas veteranos den vida a su historia".  Metacritic asignó a la película una puntuación promedio ponderada de 69 sobre 100 basada en 15 críticas, lo que indica "críticas generalmente favorables". 
La crítica cinematográfica Felicitas Kleiner, Filmdienst, resaltó: "La adaptación de la novela, dirigida por el director indio Ritesh Batra, es un gran vehículo para las dos estrellas veteranas Jane Fonda y Robert Redford [...] Llenan de vida los diálogos sin pretensiones del original literario a través de una coreografía de miradas y gestos, perfectamente equilibradas entre tonos cómico-románticos y suavemente melancólicos [...] La película se beneficia, sobre todo, de la química de los dos actores principales, que están rodeados del glamour de una larga carrera, pero que también dotan a sus personajes de una naturalidad y vulnerabilidad que cautiva desde el primer momento. 